# Tạo dựng một khởi đầu mới
Tạo dựng một khởi đầu mới (giản thể: 另起炉灶; phồn thể: 另起爐灶; Hán-Việt: Lánh khởi lư táo; bính âm: Lìngqǐ lúzào), hoặc xây một cái bếp lò mới hoàn toàn, ám chỉ việc từ bỏ quan hệ ngoại giao, truyền thống và phong tục của Trung Hoa Dân Quốc, không thừa nhận mối quan hệ ngoại giao do chính phủ Quốc dân Đảng thiết lập với các quốc gia khác, coi tất cả các phái viên ngoại giao tại Trung Hoa Dân Quốc như những người nước ngoài bình thường và không công nhận tư cách ngoại giao của họ. Cụm từ này do Mao Trạch Đông đưa ra, nguyên tắc này có nghĩa là đoạn tuyệt hoàn toàn với "Trung Quốc Cũ".
Tạo dựng một khởi đầu mới là một trong ba nguyên tắc của Cộng hòa Nhân dân Trung Hoa trong những năm đầu thành lập (hai nguyên tắc còn lại là nghiêng về một bên và dọn dẹp nhà cửa trước khi đón khách).